# Barbora Bobulova
Barbora Bobulova (eslovac: Barbora Bobuľová)  (Martin, 29 d'abril de 1974) és una actriu eslovaca nacionalitzada italiana.

## Biografia
Bobulova, principalment actriu del cinema italià, és multilingüe: a més d'eslovac, domina el txec, l'italià i l'anglès, i una mica de rus i francès.
Va aparèixer a la gran pantalla amb només dotze anys, abans de dedicar-se principalment al teatre i va seguir cursos a l'Acadèmia Nacional d'Art Dramàtic de Bratislava.
Va treballar per primera vegada a Itàlia el 1996, al costat de Valerio Mastandrea a la pel·lícula de TV Infiltrato. L'any següent va ser dirigida per Marco Bellocchio a Le Prince de Hombourg, presentada al Festival de Cannes. També és una de les protagonistes de la pel·lícula de televisió Padre Pio - Tra cielo e terra, rodada sota la direcció de Giulio Base entre 1999 i 2000, amb Michele Placido en el paper principal. Després d'una breu experiència als Estats Units, va tornar a treballar a Itàlia per al cinema i la televisió.
Va gaudir molt de l'èxit el 2004 pel seu paper a La Spectatrice , la primera pel·lícula de Paolo Franchi, i l'any següent amb la seva interpretació d'Irene a Cuore sacro de Ferzan Ozpetek. Les seves dues pel·lícules li han valgut nombrosos premis, inclosos el Ciak d'oro i el David di Donatello a la millor actriu protagonista el 2005, establint-se així com una de les actrius més populars del moment a Itàlia.
Després de la projecció de la primera pel·lícula de Kim Rossi Stuart , Libero , al Festival de Cannes de 2006, va fer un paper còmic per primera vegada en la seva carrera a Manuale d'amore 2 - Capitoli successivi, rodada parcialment a Barcelona.
El 2008 va interpretar el paper de la jove Coco Chanel a la telesèrie Coco Chanel, dirigida per Christian Duguay.

## Filmografia

### Al cinema
- 1993: Nesmrtelna teta de Zdenek Zelenka
- 1996: Eine Kleine Jazzmusik de Zuzana Zemanova
- 1997: El príncep de Homburg de Marco Bellocchio
- 1998: Ecco fatto de Gabriele Muccino
- 1999: La regina degli scacchi de Claudia Florio
- 1998: Pobra Liza de Slava Tsukerman
- 2000: Mirka de Rachid Benhadj
- 2004: Tartarughe sul dorso de Stefano Pasetto
- 2004: L'espectadora de Paolo Franchi
- 2004: Ovunque sei de Michele Placido
- 2004: Il siero della vanità d' Alex Infascelli
- 2005: Cuore sacro de Ferzan Ozpetek
- 2005: Fratelli di sangue de Davide Sordella
- 2006: Libero de Kim Rossi Stuart
- 2007: Manuale d'amore 2 - Capitoli successivi de Giovanni Veronesi
- 2008: Made in Italy de Stéphane Giusti
- 2008: Il sangue dei vinti de Michele Soavi
- 2010: Le ultime 56 ore de Claudio Fragasso
- 2010: Ti presento un amico de Carlo Vanzina
- 2010: La bellezza del somaro de Sergio Castellitto
- 2011: Immaturi de Paolo Genovese
- 2011: Stai sereno de Francesco Bruni
- 2012: Immaturi- il viaggio de Paolo Genovese
- 2012: Els equilibristes d' Ivano De Matteo
- 2013: Closed Circuit de John Crowley
- 2013: Una piccola impresa meridionale de Rocco Papaleo
- 2013: Il mondo fino in fondo d' Alessandro Lunardelli
- 2014: I nostri ragazzi d' Ivano De Matteo
- 2014: Anime nere de Francesco Munzi
- 2017: Després de la guerra d' Annarita Zambrano
- 2017: Diva! de Francesco Patierno
- 2018: Saremo giovani e bellissimi de Letizia Lamartire

### A la televisió
- 1996: Infiltrat de Claudio Sestrieri
- 2000: San Paolo
- 2000: Padre Pio - Tra cielo e terra de Giulio Base
- 2001: Nell'amore e guerra de John Kent Harrison
- 2001: Crociati de Dominique Othenin-Girard
- 2002: La guerra è finita de Lodovico Gasparini
- 2002: Maria José, l'ultima regina de Carlo Lizzani
- 2008: Coco Chanel de Christian Duguay
- 2011: Come un delfino de Stefano Reali
- 2012: Mai per amore de Marco Pontecorvo
- 2013: Salvo Montalbano, temporada 9, episodi Miralls (Il gioco degli specchi)
- 2013: In Treatment, versió italiana, primera temporada

## Premis i distincions notables
- David di Donatello a la millor actriu protagonista en 2005 per Cuore sacro.
- Ciak d'oro de la millore actrice principale en 2005 per Cuore sacro.
- Amilcar de la ville au Festival du film italien de Villerupt 2018.[1]